# Zanthoxylum diversifolium
Zanthoxylum diversifolium är en vinruteväxtart som beskrevs av Otto Warburg. Zanthoxylum diversifolium ingår i släktet Zanthoxylum och familjen vinruteväxter. Inga underarter finns listade i Catalogue of Life.